# دانيال مارتينيز (لاعب كرة قدم أرجنتيني)
دانيال مارتينيز (بالإسبانية: Daniel Martínez)‏ هو رياضي ولاعب كرة قدم أرجنتيني، ولد في 17 يناير 1997 في سان ميغيل، بوينس آيرس في الأرجنتين. لعب مع ريفر بليت.

## وصلات خارجية
- دانيال مارتينيز على موقع قاعدة بيانات كرة القدم.إي يو (الإنجليزية)
- دانيال مارتينيز على موقع Soccerway.com (الإنجليزية)